# A Királyi Tengerészgyalogság emlékműve
A Királyi Tengerészgyalogság emlékműve (Royal Marines Memorial) Londonban áll. Azoknak a brit katonáknak állít emléket, akik hősi halált haltak a kínai bokszerlázadásban és a dél-afrikai második búr háborúban.

## Az emlékmű
Az emlékművet Adrian Jones tervezte. A portlandi mészkő talapzatok két bronz katonafigura látható, egyikük fegyvert szegezve áll, a másik mellette helyezkedik el, félig ülve, félig fekve, mintha sebesült volna. Az oszlopon Thomas Graham Jackson bronztábláit helyezték el, amelyek a Királyi Tengerészgyalogság csatáit és hetven elesettjét sorolják fel.
Az egyik táblán a következő felirat olvasható: az emlékművet a Királyi Tengerészgyalogság tisztjei és katonái állították emlékül bajtársaiknak, akiket harcban megöltek vagy sebülésbe vagy betegségbe belehaltak Dél-Afrikában és Kínában 1899-1900. Két dombormű idézi fel a pekingi, illetve a graspani harcokat.
Az emlékművet eredetileg a St James’ Parkban állították fel, és Eduárd walesi herceg, a későbbi VIII. Eduárd brit király, a tengerészgyalogosok tiszteletbeli ezredese leplezte le 1903. április 25-én. 1940-ben raktárba került, hogy helyet csináljanak az admiralitás második világháborús bunkerének. Nyolc évvel később állították fel jelenlegi helyén, a The Mallon. 2000-ben átnevezték a Királyi Tengerészgyalogság Nemzeti Emlékművének, hogy az alakulat valamennyi hősi halottjára emlékeztessen. Az újraavatást Fülöp edinburgh-i herceg végezte.